# Joan Yago
Joan Yago   (Barcelona, 1987) és un dramaturg català de teatre contemporani i un dels membres fundadors de la companyia La Calòrica. També va ser un dels creadors i guionista de la sèrie Mai neva a Ciutat d'IB3 Televisió.

## Biografia
Tot i néixer a Barcelona, passà la infantesa i l'adolescència a Palma, on estudià interpretació. L'any 2006 tornaria a Barcelona i el 2011 es llicencià en Direcció i Dramatúrgia a l'Institut del Teatre. Poc abans de graduar-se, cofundà amb uns companys de promoció la companyia teatral La Calòrica, el primer espectacle de la qual seria Feísima enfermedad y muy triste muerte de la reina Isabel I que s'estrenà el gener del 2010 al Versus Teatre. Des d'aleshores ha sigut el dramaturg de totes les obres de la companyia.
Més enllà de La Calòrica, Yago també ha firmat les dramatúrgies i adaptacions de diverses obres com: Sis personatges – Homenatge a Tomás Giner, estrenada el 2018 al Teatre Lliure', sota la direcció de Juan Carlos Martel Bayod, o la versió escènica dEl fantasma de Canterville protagonitzada per Joan Pera al Teatre Condal aquell mateix any. També ha escrit altres peces com El Futur (2018), You say tomato (2015) o Aneboda-The Show (2014).
La temporada 2020-2021, Joan Yago va ser un dels autors residents del Centro Dramático Nacional; fruit d'aquella residència va crear l'obra Breve historia del ferrocarril español (2021) que va ser tot un èxit de públic les temporades següents.

## Obres amb la companyia La Calòrica
- 2010: Feísima enfermedad y muy triste muerte de la Reina Isabel I[7]
- 2012: Ekstraordinarnyy[17][18]
- 2012: L'editto bulgaro[18]
- 2012: La nau dels bojos[18] (Premi Adrià Gual[19] i Premi Jaume Damians[20])
- 2014: Bluf (Premi Quim Masó)[21]
- 2015: Sobre el fenomen de les feines de merda[22]
- 2017: Fairfly[23] (Premi Max a Autor Revelació i Premi Max a Espectacle Revelació,[24] Premi Butaca al Millor Text i al Millor Espectacle de Petit Format,[25] i Premi de la Crítica a Millor Espectacle de Petit Format[26])
- 2018: Els ocells (Premis Teatre Barcelona a Millor espectacle de petit format)[27][28]
- 2020: Feísima enfermedad y muy triste muerte de la Reina Isabel I (reposició al Teatre Lliure)[7]
- 2020: Arbres, vodka i naus voladores[29]
- 2021: De què parlem mentre no parlem de tota aquesta merda? (Premi Butaca al Millor Text i Premis Teatre Barcelona a Millor Autoria Original)[30][31][32]
- 2023: Le congrès ne marche pas[33]

## Altres obres
- 2009: No sóc Dean Moriarty[34]
- 2011: Sánchez Pernil Aclamat
- 2012: Repúbica bananera[35]
- 2012: Martingala[36]
- 2013: En un país tan llunyà[37]
- 2014: Aneboda-The Show[12]
- 2014: Un lloc comú (Premi de Teatre Ciutat d'Alzira Palanca i Roca)[38]
- 2015: You say tomato (Premi Crítica Serra d’Or de Teatre a millor text teatral en català)[39]
- 2015: Quan venia l'esquadra (a partir de la novel·la homònima de Xesca Ensenyat)[40]
- 2018: El fantasma de Canterville (a partir del conte homònim d'Oscar Wilde)[9]
- 2018: El futur[10]
- 2018: Sis personatges – Homenatge a Tomás Giner[8][41] (Premi de la Crítica a Millor Dramatúrgia o Adaptació)[42]
- 2019: Entrevistes breus amb dones excepcionals (dins del programa europeu Fabulamundi 2017-2020)[43][44][45][46][43]
- 2021: Breu introducció al western[47]
- 2021: Breve historia del ferrocarril español[14]

## Reconeixements i premis
- 2014: Premi de Teatre Ciutat d'Alzira Palanca i Roca per Un lloc comú[38]
- 2016: Premi Crítica Serra d’Or de Teatre a millor text teatral en català per You say tomato[39]
- 2017: Premi Butaca al Millor Text per Fairfly[25]
- 2018: Premi Max a Autor Revelació per Fairfly[24]
- 2019: Premi de la Crítica a Millor Dramatúrgia o Adaptació per Sis personatges – Homenatge a Tomás Giner[42]
- 2021: Premi Butaca al Millor Text per De què parlem mentre no parlem de tota aquesta merda?[31]
- 2021: Premis Teatre Barcelona a Millor Autoria Original per De què parlem mentre no parlem de tota aquesta merda?[32]